# Regió Sud (Malawi)
La regió sud de Malawi és una de les tres regions que en administrativament es divideix Malawi, amb Blantyre com la seva capital. Ocupa una superfície de 31.753 km2. El 2018, la seva població era de 7.750.629 habitants.
Dels 28 districtes de Malawi, 13 es troben a la Regió Sud. Són: Balaka, Blantyre, Chikwawa, Chiradzulu, Machinga, Mangochi, Mulanje, Mwanza, Neno, Nsanje, Phalombe, Thyolo i Zomba.
A nivell electoral, la regions electorals també es basen en les regions administratives.

## Demografia
En el moment del cens de Malawi de 2018, la distribució de la població de la regió del sud per grup ètnic era la següent:
- 39,3% Lomwe
- 24,9% Yao
- 8,3% Ngoni
- 8,2% Sena
- 6,8% Mang'anja
- 6,6% Chewa
- 3,8% nianja
- 0,9% Tumbuka
- 0,4% Tonga
- 0,1% Nkhonde
- 0,0% Lambya
- 0,0% Sukwa
- 0,7% Altres